# Virus del mosaico de la alfalfa
El virus del mosaico de la alfalfa (AMV, acrónimo de "Alfalfa Mosaic Virus", el nombre inglés de esta especie) es un virus perteneciente a la familia Bromoviridae. Ocasiona enfermedades en varios cultivos de importancia económica, entre ellos la papa, la alfalfa y el trébol blanco. 

## AMV en papa
En el cultivo de papa este virus es trasmitido en forma no persistente por los áfidos. El AMV hace que las hojas presenten dibujos característicos tipo “calico” (amarillento irregular en zonas). Algunas razas del virus pueden causar una severa reducción del crecimiento y necrosis de los tallos y tubérculos. Este virus no es considerado de importancia económica ya que no determina reducciones económicamente significativas de los rendimientos. Los áfidos lo transmiten desde cultivos cercanos de alfalfa o trébol que se hallan infectados hacia los cultivos de papas. El control del AMV es similar al del virus Y de la papa (PVY). Los insecticidas no son efectivos. Hay que evitar plantar papas cerca de cultivos de alfalfa o trébol.